# Garazed Orrelios
Personnage de fiction apparaissant dans
Star Wars.
Garazed Orrelios dit Zed (Garazeb « Zeb » Orrelios en version originale), est un personnage de l'univers de fiction de Star Wars. Il apparaît dans la série télévisée d'animation Star Wars Rebels.

## Histoire

### Avant leGhost
Zed est membre de la Garde d'honneur de Lasan. Il est ainsi particulièrement compétent au combat au corps-à-corps, maniant notamment le fusil-bo, une arme qui peut être utilisée à la fois comme fusil blaster et comme bâton électrique.
L'Empire galactique élimine la population lasat. Zed fait partie des rares survivants de l'extinction de son peuple, ce qui l'amène à développer une haine envers l'Empire.

### Après leGhost
Après la guerre civile galactique, Zed emmène l'ancien agent impérial Kallus sur Lira San, la planète natale des lasat.
Plusieurs années après la chute de l'Empire, Zed est l'un des pilotes de la Nouvelle République basés sur Adelphi, une planète aux environs de la Bordure extérieure.

## Interprétation
L'acteur Steven Blum prête sa voix à Zed dans les séries télévisées Star Wars Rebels et The Mandalorian.

## Concept et création
Dans son caméo dans l'épisode 5 de la saison 3 de The Mandalorian, Zed est généré essentiellement par images de synthèse.

## Accueil
La courte apparition de Zed dans The Mandalorian suscite de nombreuses réactions sur Twitter, dont quelques-unes relayées par Allociné.